# Хосе Марія Аресті
Хосе Марія Аресті (ісп. José María de Aresti) — баскський підприємець, президент клубу «Депортіво Алавес» із міста Віторія-Гастейс. В 1947—1951 роках 11-й, за ліком, президент головного футбольного клубу Алави.

## Життєпис
Хосе Марія Аресті був із сім'ї впливової баскської знаті, бо лише таким родинам доручалося кермування спортивними тогочасними клубами басків. Його предки керували громадою міста, відтак і Хосе Марію обирали в різні громадські асоціації. Коли в місті постав спортивний клуб Аресті стали його акціонерами-партнерами, і так триває покоління за поколінням.
Хосе Марія Аресті продовжував родинні фінансові справи і був активним партнером клубу, а поготів його обрали в 1947 році очільником футболу міста, президентом «Депортиво Алавес». Прийшовши до команди в повоєнні роки і в часі занепаду команди (коли вони опинилися в фінансовій кризі та в 3 лізі іспанського футболу), йому вдалося зберегти сформувати новий кістяк колективу і, наприкінці свого перебування — піднятися на рівень вище. Зігравши 8 сезонів в Терсері (група 2), команда з Алави, врешті-решт, знову пробилася до числа сильніших клубів країни — Сегунди.
Хосе Марії Аресті завдяки залученню інвестицій, здебільшого від збільшення кількості сосіос (яких стало біля 1650 осіб), вдалося приманити кілька нових і перспективних гравців, які допомогли команді вдало розпочати сезон в 1950—1951 роках і провести кілька повноцінних сезонів 1951—1952, 1942—1953 років в Сегунді Іспанії, але останні вже були набутком наступної знатної сім'ї Карлоса Кабаллеро.
Водночас, поступившись посадою президента алавесців, Хосе Марія Аресті продовжував своїфінансові справи та сприяння спорту в столиці Алави. Він був ще учасником-сосіос інших клубів та товариств й активно розвивав спорт.